# 竹南沖積平原
竹南沖積平原位於臺灣西北部，苗栗縣境內，為中港溪與其支流南港溪沖積所形成的沖積平原，在竹東丘陵與竹南丘陵之間。竹南平原西部的砂丘地形特別發達，而在平原的東端則為河蝕階地。